# Herbert Kline
Herbert Kline (* 13. März 1909 in Chicago, Illinois, USA; † 5. Februar 1999 in Los Angeles, Kalifornien, USA) war ein US-amerikanischer Journalist, Filmregisseur, Drehbuchautor und Filmproduzent.

## Leben und Wirken
Herbert Kline wurde in Chicago geboren, wuchs aber in Davenport, Iowa, auf. Seine Familie gehörte der Mittelschicht an und war jüdischen Glaubens. Mit 14 Jahren begann Kline, immer wieder von zu Hause wegzulaufen und durch die Vereinigten Staaten zu reisen, unter anderem nach New York City, Valley Forge und an die Niagarafälle. Mit der Great Depression entwickelte er ein Bewusstsein für soziale Missstände. Er arbeitete in Chicago als Redakteur der Zeitschrift Left Front, danach zog er nach New York und wurde Redakteur des ebenfalls linksgerichteten Magazins New Theater. Auch engagierte er sich für die Veröffentlichung der Theaterstücke von Clifford Odets. Später trat er der Photo League bei, einem New Yorker Verbund politisch fortschrittlicher Fotojournalisten und Dokumentaristen.
Während des Spanischen Bürgerkriegs ging Kline nach Madrid. Dort war er als Autor und Sprecher für eine Radiostation der Republikaner tätig, die er auf die Weise unterstützen wollte. Während seines Aufenthalts lernte er den ungarischen Fotografen Geza Karpathi kennen, der ihm vorschlug, einen Film über den Krieg zu drehen. Trotz ihrer Unerfahrenheit bezüglich Kameratechnik gelang ihnen das Vorhaben. Klines erster Film Heart of Spain wurde von CBC Canada produziert, erschien 1937 und handelt von einer in Madrid lebenden Mutter, die einen jungen Soldaten kennenlernt, dessen Leben sie mit einer Blutspende gerettet hat. Im Folgejahr drehte Kline mit Henri Cartier-Bresson einen weiteren Film über den Spanischen Bürgerkrieg, Return to Life.
Kline reiste durch Europa zu Orten, wo er neue Konfliktherde vermutete, wie London, die Tschechoslowakei und Polen. Während der Sudetenkrise entstand einer seiner bekanntesten Filme, die Dokumentation Crisis, die er gemeinsam mit Hanuš Burger und Alexander Hackenschmied drehte. Während der Aufnahmen gab sich Kline als Sympathisant der Nationalsozialisten aus, um an geeignete Drehorte wie Kundgebungen und Paraden zu gelangen. Crisis wurde vom National Board of Review Award zu den zehn besten Filmen des Jahres 1939 gewählt.
1940 entstand Klines Dokumentation Lights Out in Europe über den Überfall auf Polen und den Beginn des Zweiten Weltkriegs. Dabei arbeitete er erneut mit Kameramann Hackenschmied zusammen, außerdem war Douglas Slocombe als Fotograf beteiligt. Im Jahr darauf inszenierte Kline nach einem Drehbuch von John Steinbeck das Doku-Drama The Forgotten Village. Steinbecks Text sprach Schauspieler Burgess Meredith, die Filmmusik stammt von Hanns Eisler. Hackenschmied war wiederum Kameramann sowie Co-Regisseur und Schnittmeister. Der Film thematisiert das rückständige Leben – insbesondere bezogen auf die medizinische Versorgung – in einem kleinen Bauerndorf bei Santiagoin Mexiko. Er wurde mit einem National Board of Review Award als „Bester Dokumentarfilm“ ausgezeichnet.
1947 drehte Kline mit My Father’s House einen der ersten Dokumentarfilme über Opfer des Holocaust. Er zeigte ehemalige Häftlinge, die versuchen, sich ein neues Leben in Israel aufzubauen. Das Drehbuch für den Film schrieb Meyer Levin.
In den 1950er Jahren wurde Kline als bekennender Kommunist vom Komitee für unamerikanische Umtriebe auf eine Schwarze Liste gesetzt und bekam keine Arbeit mehr in der Filmbranche. Erst 1970 gelang ihm mit Walls of Fire (zusammen mit Edmund Penney) das Comeback. Der Dokumentarfilm porträtiert wichtige Vertreter des Muralismo wie David Alfaro Siqueiros, José Clemente Orozco und Diego Rivera. Er wurde mit einer Oscar-Nominierung für Produzentin Gertrude Ross Marks und seinen Regiekollegen Edmund Penney sowie einem Golden Globe Award in der Kategorie Bester Dokumentarfilm ausgezeichnet.
Klines Dokumentarfilm The Challenge: a tribute to modern art (1974) porträtierte bedeutende Künstler wie Marc Chagall, Henry Moore und Salvador Dalí. Orson Welles agierte dabei als Sprecher. Dieser vorletzte Film von Kline brachte ihm eine Oscar-Nominierung ein.
Versuche Klines, als Regisseur und Drehbuchautor im Mainstreamgeschäft Hollywoods Fuß zu fassen, misslangen weitgehend. Die größten Erfolge feierte er mit seinen Dokumentarfilmen. Bei seiner Regiearbeit vertrat er die Ansicht, dass Dokumentarfilme ähnlich inszeniert werden sollten wie Spielfilme.
1980 ging Kline nach London. Dort schrieb er unter anderem das Buch New Theatre and Film 1934 to 1937. 1992 kehrte er nach Los Angeles zurück.
Herbert Kline starb mit 89 Jahren nach langer Krankheit in Los Angeles. Er hinterließ eine Schwester sowie seine ehemalige Ehefrau, die Kuratorin Josine Ianco-Starrels, eine Tochter Elissa Kline und einen Sohn, Ethan Kline.

## Filmografie (Auswahl)
- 1937: Heart of Spain (Kurz-Dokumentation)
- 1938: Return to Life (Dokumentarfilm)
- 1938: Love Is a Headache
- 1939: Crisis (Dokumentarfilm)
- 1939: Rehearsal for War
- 1940: Lights Out in Europe (Kurz-Dokumentarfilm)
- 1941: The Forgotten Village (Dokumentarfilm)
- 1942: Five Were Chosen
- 1943: Cinco fueron escogidos
- 1944: Youth Runs Wild
- 1946: A Boy, a Girl and a Dog
- 1947: My Father’s House
- 1949: The Kid from Cleveland
- 1949: Illegal Entry
- 1952: The Fighter
- 1952: Schlitz Playhouse of Stars (Fernsehserie, 3 Episoden)
- 1953: Piraten an Bord (Prince of Pirates)
- 1971: Walls of Fire (Dokumentarfilm)
- 1977: The Challenge... A Tribute to Modern Art (Dokumentarfilm)
- 1981: Acting: Lee Strasberg and the Actors Studio (Dokumentarfilm)

## Nominierungen und Auszeichnungen
- 1941: National Board of Review Award in der Kategorie „Bester Dokumentarfilm“ für The Forgotten Village
- 1975: Oscar-Nominierung in der Kategorie „Bester Dokumentarfilm“ für The Challenge… A Tribute to Modern Art

## Publikationen
- New Theatre and Film 1934 to 1937: an anthology. Harcourt Brace Jovanovich, San Diego 1985, ISBN 0-15-165457-3.